# G-Star

G-Star Raw Denim Logo

Die Marke G-Star ist eine niederländische Jeans- und Modemarke sowie ein Bekleidungshersteller.

## Geschichte
Die Marke wurde 1989 ursprünglich unter dem Namen „Gapstar“ in den Niederlanden und in Belgien gegründet. Der heutige Sitz ist in Amsterdam.
Die erste Kollektion wurde zusammen mit Hilfe der Schweizer Marke Big Star entworfen. Gapstar benannte sich 1993 in „G-Star“ um, da die Firma international expandierte und mit dem Unternehmen Gap Inc. ein Rechtsstreit um die Namensrechte drohte. 2003 übernahm Jos van Tilburg „G-Star“ von der Secon-Fashion-Gruppe.
Bekannt sind besonders die G-Star Jeans. Weitere Produkte sind Jacken, T-Shirts, Pullover, Mäntel, Mützen und Schuhe. Zu den wohl bekanntesten Jeans-Modellen der Marke gehört die G-Star Elwood für Männer, die eine runde Naht auf der Höhe des Gesäßes hat. Die Hosen werden in erster Linie aus Denim hergestellt.

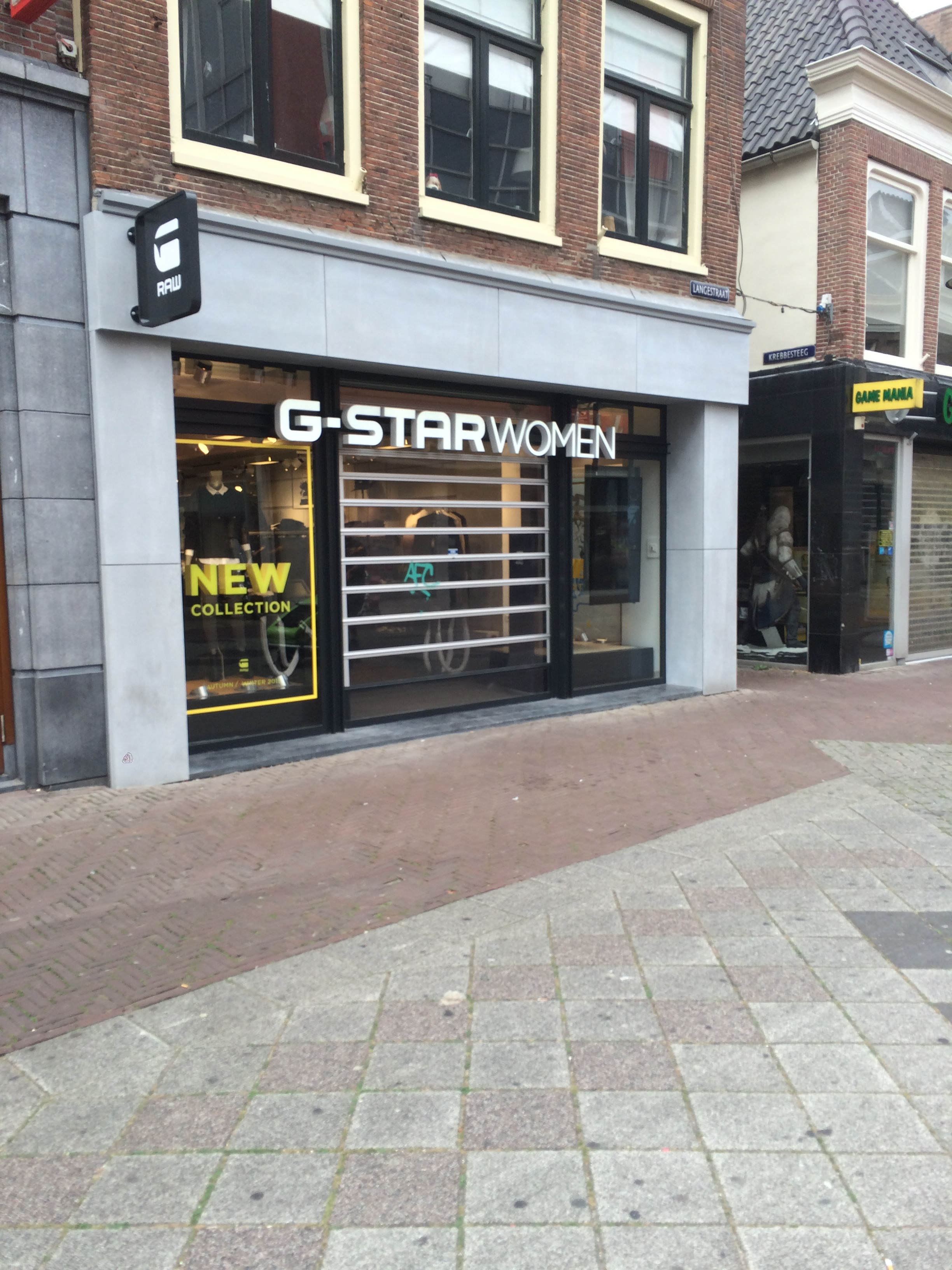
G-Star-Geschäft in Alkmaar (Niederlande)

In Kritik geriet G-Star durch Verstöße gegen OECD-Richtlinien und Arbeitsrechtsverletzungen in den indischen Jeans-Fabriken der „Fibres and Fabrics International“ (FFI) und deren Tochterfirma „Jeans Knit Pvt Ltd“. Infolge einer Klage wegen Rufschädigung durch die FFI wurden internationale Haftbefehle gegen Aktivisten der Clean Clothes Campaign (CCC) und des „India Committee of the Netherlands“ (ICN) erlassen. Am 6. Dezember 2007 kündigte G-Star die Geschäftsbeziehungen mit der FFI. Unter Absprache von CCC, ICN und FFI, wurden der Belegschaft von FFI unterdessen Arbeitsrechtsbeistand und Gewerkschaftsfreiheit zugesichert. Infolgedessen arbeitet G-Star wieder mit der FFI zusammen. Auch wurden die internationalen Haftbefehle am 29. Januar 2008 zurückgezogen.
Bis heute nutzt G-Star den Claim „Just the Product“.
2012 kritisierte Greenpeace die Marke, da diese hochgiftige Stoffe bei der Herstellung verwendete. In Folge der von Greenpeace durchgeführten Detox-Kampagne, hat sich G-Star neben 22 weiteren Herstellern verpflichtet, Giftstoffe bis 2020 aus ihrer Kleidung zu verbannen.

## Designer
1991 begann der französische Designer Pierre Morisset für G-Star zu arbeiten. 1994 unterzeichnete er den Vertrag als Vollzeit-Head-Designer. Morisset hat mitgeholfen, die bekannte G-Star Elwood zu gestalten. Ursprünglich wollte dieser Architektur studieren.

## Models
2010 heuerte G-Star den norwegischen Schachgroßmeister und Weltranglistenersten Magnus Carlsen und auch die Schauspielerin Liv Tyler als Model an. Für die Herbst/Winter-Kampagne 2013 standen Kasabian-Gitarrist Sergio Pizzorno und Tänzerin Keenan Kampa vor der Kamera.

## Zusammenarbeit
- Seit 2014 unterhält G-Star eine aktive Geschäftsbeziehung mit Pharrell Williams. Die Zusammenarbeit hat den Schwerpunkt der nachhaltigen Materialien. Williams’ Unternehmen Bionic Yarn kooperierte hier mit dem Modehersteller. Dies führte zu Williams’ Beteiligung an dem Modeunternehmen G-Star.[10]
- Seit 2004 arbeitet die Modemarke mit dem Industriedesigner Marc Newson zusammen[11]. Newsons Arbeiten decken thematisch eine große Bandbreite ab – vom klassischen Möbelstück bis zum Flugzeug. Für G-Star designt Newson ausschließlich Bekleidung.